# ロシアゴスキー
『ロシアゴスキー』は、2017年10月から2022年3月までNHK Eテレで放送されていたロシア語の語学番組。

## 概要
『テレビでロシア語』に替わる番組としてスタートした。元々日本でロシア語の語学番組は歴史的経緯もあり他の言語の番組に比べあまり需要が無く、NHKテレビでも一時放送断絶となることもあった。『テレビでロシア語』第2シリーズに至っては同じ内容が4年半にもわたって繰り返された。その為、他の語学番組と一線を画すべく思い切った改革が為されたが、2018年の第2シリーズ、サンクトペテルブルク編を最後に新作はなく、前回と同じくシリーズが2年半近く交互に繰り返し再放送される事態となった。
- タイトルは従来の『テレビで●●語』『旅する●●語』のパターンは踏襲せず、「ロシア語好き」をロシア人の人名風に表現した[2]。
- 講座開設単位を従前の半年からさらに短縮し、3か月完結とした。
- 演出は『旅するユーロ』シリーズのパターンを踏襲したが、旅人は日本人ではなく、現地の日系企業に勤めた経験があるロシア人女性を起用した[3]。

テキストは講座期間が3か月に短縮されたこともあり、全内容を1冊に纏めリピート放送でも使えるようにした。
（前身番組・前々身番組も含め）半世紀近くに渡りロシア語のテレビ講座が続いていたが、2021年度限りで一旦終了、以降はラジオ講座『まいにちロシア語』のみとなっている。

## 放送時間
| 放送期間   | 放送期間   | 本放送                             | 再放送                   | 備考                               |
| ---------- | ---------- | ---------------------------------- | ------------------------ | ---------------------------------- |
| 2017.10.05 | 2017.12.28 | 木曜日 01:00 - 01:25（水曜日深夜） | 翌週火曜日 05:30 - 05:55 | 以下、モスクワ編とする             |
| 2018.01.09 | 2018.03.29 | 木曜日 01:00 - 01:25（水曜日深夜） | 翌週火曜日 05:30 - 05:55 | モスクワ編再放送                   |
| 2018.04.03 | 2018.06.27 | 水曜日 0:50 - 01:15（火曜日深夜）  | 翌週火曜日 05:30 - 05:55 | モスクワ編再放送                   |
| 2018.07.04 | 2018.09.26 | 水曜日 0:50 - 01:15（火曜日深夜）  | 翌週火曜日 05:30 - 05:55 | モスクワ編再放送                   |
| 2018.10.03 | 2018.12.26 | 水曜日 0:50 - 01:15（火曜日深夜）  | 翌週火曜日 05:30 - 05:55 | 以下、サンクトペテルブルク編とする |
| 2019.01.09 | 2019.03.27 | 水曜日 0:50 - 01:15（火曜日深夜）  | 翌週火曜日 05:30 - 05:55 | サンクトペテルブルク編再放送       |
| 2019.04.03 | 2019.06.26 | 水曜日 0:50 - 01:15（火曜日深夜）  | 翌週火曜日 05:30 - 05:55 | モスクワ編再放送                   |
| 2019.07.03 | 2019.09.25 | 水曜日 0:50 - 01:15（火曜日深夜）  | 翌週火曜日 05:30 - 05:55 | サンクトペテルブルク編再放送       |
| 2019.10.02 | 2019.12.25 | 水曜日 0:50 - 01:15（火曜日深夜）  | 翌週火曜日 05:30 - 05:55 | モスクワ編再放送                   |
| 2020.01.08 | 2020.03.25 | 水曜日 0:50 - 01:15（火曜日深夜）  | 翌週火曜日 05:30 - 05:55 | サンクトペテルブルク編再放送       |
| 2020.04.01 | 2019.06.24 | 水曜日 0:50 - 01:15（火曜日深夜）  | 翌週火曜日 05:30 - 05:55 | モスクワ編再放送                   |
| 2020.07.01 | 2020.09    | 水曜日 0:25 - 0:50（火曜日深夜）   | 翌週火曜日 05:30 - 05:55 | サンクトぺテルブルク編再放送       |
| 2020.10    | 2020.12    | 水曜日 0:25 - 0:50（火曜日深夜）   | 翌週火曜日 05:30 - 05:55 | モスクワ編再放送                   |
| 2021.01.06 | 2021.03.24 | 水曜日 0:25 - 0:50（火曜日深夜）   | 翌週火曜日 05:30 - 05:55 | サンクトペテルブルク編再放送       |
| 2021.03.31 | 2021.06    | 水曜日 0:00 - 0:25（火曜日深夜）   | 翌週火曜日 05:30 - 05:55 | モスクワ編再放送                   |

## 出演者

### 講師
前田和泉（東京外国語大学教授）

### リポーター
タチアナ・ティマコワ（ターニャ、Татьяна Тимакова）
第一シーズン モスクワ編
ジューコフスキー出身。
ヴィクトリヤ・ワーグネル（ヴィーカ、Виктория Вагнер）
第二シーズン サンクト・ペテルブルク編
サンクトペテルブルク出身。祖父がヴォルガ・ドイツ人。

### ナレーター
ジェーニャ（Женя）

### ロシアゴスキーの声
オレーグ・ヴィソーチン（Олег Высочин）
関東国際高等学校講師、ウラジオストク市出身。極東国立大学東洋学部日本語学科卒業後、ソ連科学アカデミー付属極東研究所で博士号取得。

## 講座内容

### 第1シリーズ モスクワ編(全12回)
| 回 | 副題                                 | ロケ地 | ロシアゴスキー・コーナー内容                   | ブンポウスキー（文法好きー）・コーナー内容 | ミニコーナー                                       | その他                                   |
| -- | ------------------------------------ | --- | ---------------------------------------------- | ------------------------------------------ | -------------------------------------------------- | ---------------------------------------- |
| 1  | 赤の広場からこんにちは!              | 赤の広場、聖ワシーリー聖堂、クレムリン(聖堂広場)、アレクサンドロフスキー庭園 | ロシア語の文字と発音(1)                        | 場所を尋ねる表現                           | 方向詞                                             |                                          |
| 2  | スーパーマーケットでラクラクお買い物 | 食品スーパー「ピェリェクリョースタク（ロシア語表記：Перекрёсток。日本語で「交差点」の意味)」 | ロシア語の文字と発音(2)                        | 疑問文の際のイントネーションの強弱         | ロシア語の挨拶、ボルシチの作り方                   | スーパーにて水とマヨネーズを購入         |
| 3  | 話題の個性派レストランへ             | ロシア料理店「ダフカラフカ（ロシア語表記：Давка Лавка。日本語で「砕いた店」の意味)」 | ロシア語の文字と発音(3)                        | 目的語の場合の語尾変化                     |                                                    |                                          |
| 4  | 地下鉄を乗りこなそう                 | モスクワ市営地下鉄「コムソモーリスカヤ駅」「革命広場駅（「国境警備隊員と犬」銅像）」 「エリクトラザヴォーツカヤ（「電気工場」のロシア語訳）駅（天井照明）」「ノヴォスロボーツカヤ駅（ステンドグラス装飾壁）」 | ロシア語の文字と発音(4)                        | 格変化(生格)                               | ロシアのアニメ紹介(マーシャと熊)                   |                                          |
| 5  | 気軽に楽しむロシアの味               | ドヴェルスカヤ通りのセルフサービス式レストラン、デリカテッセン | ロシア語の文字と発音(5) ロシア語の数字(1～10)  | 比較                                       | ロシア料理(シチーとカーシャ)                       |                                          |
| 6  | 老舗デパートでお土産探し             | グム百貨店(赤の広場に隣接する老舗の土産物屋） インペリアル・ポーセリン(ロモノーソフ)の食器販売店 | ロシア語の文字と発音(6) ロシア語の数字(11～20) | 名詞の性別毎の語尾変化                     | ロシアの民族楽器バラライカと日本人奏者             | マトリョーシカとイースターエッグを購入   |
| 7  | 憧れのボリショイ劇場へ               | ボリショイ劇場（舞台、観客席、チケット売り場、ビュッフェ、土産物屋） | ロシア語の文字と発音(7)                        | 買い物の時の一言                           |                                                    |                                          |
| 8  | モスクワは芸術の都                   | トレチャコフ美術館、ノヴォデヴィチ修道院（ショスタコーヴィチ墓） | ロシア語の文字と発音(8)                        | 人称代名詞、～に                           | ロシア印象派美術館                                 |                                          |
| 9  | ホテル滞在を楽しもう                 | ホテル名不明(冒頭・客室)ホテル・メトロポール（朝食用レストランホール、各界著名人宿泊者の写真展示場） ウクライナ・ホテル（最上階テラス展望台）                                                                 | ロシア語の文字と発音(9)                        | トラブル時の伝え方                         | スヴェトラーナ・アレクシエーヴィッチの福島での活動 | 朝食でロシアのモーニングティーを楽しんだ |
| 10 | クルーズ船でモスクワ新発見           | 救世主キリスト聖堂、モスクワ川クルーズ船 | ロシア語の文字と発音(10)                       | 命令形                                     | ピロシキの紹介                                     |                                          |
| 11 | 情熱の詩人に会いに行く               | リャザン県コンスタンチノボ(エセーニンの肖像、セルゲイ・エセーニン博物館) | ロシア語の発音ルール                           | ロシア語の数の数え方                       | インタビュー(指揮者ウラジーミル・フェドセーエフ)   | セルゲイ・エセーニンの足跡を辿った       |
| 12 | 雀が丘にて～モスクワの旅を振り返って | これまでの旅のハイライトとキーフレーズの復習 | 復習テスト(5問)                                | 復習クイズ(3択・3問) ロシア語を学ぶコツ    |                                                    |                                          |

### 第2シリーズ サンクト・ペテルブルク編(全12回)
| 回 | 副題                                 | ロケ地 | ロシアゴスキー・コーナー内容 | ブンポウスキー（文法好きー）・コーナー内容           | ロシア語で聞いてみよう！       | その他                                                 |
| -- | ------------------------------------ | --- | ---------------------------- | ---------------------------------------------------- | ------------------------------ | ------------------------------------------------------ |
| 1  | ネフスキー大通りでショッピング!      | ネフスキー通り（アイスクリームスタンド、エリセエフスキー商店、化粧品店、メイン・キャスター推薦カフェ） | 街の中で見かけるロシア語     | 名詞の性別                                           |                                |                                                        |
| 2  | サンクトペテルブルクの新名所へ       | 新オランダ島（名称・ノーヴァヤゴランディア/元ロシア海軍刑務所施設をショッピング・モール施設にリノベーション） |                              | 名詞の使い分け                                       |                                |                                                        |
| 3  | 華麗なる噴水の競演!ペテルゴフ        | ペテルゴフ宮殿 | 天気についての単語           | 強制と許可                                           | ピョートル1世の人となり        |                                                        |
| 4  | ダーチャで乾杯!                      | メイン・キャスターの友人一家が所有するダーチャ | 野菜の単語                   | 言葉から見える人間関係                               |                                | ロシアの水餃子ペリメニを作る                           |
| 5  | サンクトペテルブルクでニッポン探し   | たい焼き屋および店内開催の日本文化ワークショップ、日本アニメ（「セーラームーン」など）コスプレイヤー（サヤ・スカーレットなど）のグッズショップ | 色を表す単語                 | 動詞の変化                                           | サンクトペテルブルグ大学に潜入 | 初音ミクのロシア人コスプレイヤーと出会う               |
| 6  | 美の宮殿 エルミタージュ美術館へ      | エルミタージュ美術館 | 美術館・博物館に関する単語   | 希望の表現                                           |                                |                                                        |
| 7  | ロシア民話の世界へ キジ島を巡る      | オネガ湖に浮かぶキジ島および同島内に林立する木造建築群（世界遺産登録） | 自然に関する単語             | 禁止の表現                                           |                                |                                                        |
| 8  | ロシアのロック音楽を体感!            | ネフスキー通り歩道（アマチュアバンドのホコ天ライブ風景）、旧ソ連時代の伝説的ロック歌手「ヴィクトル・ツォイ」が生前働いていたボイラー室をリノベーションした（バンド「キノー（メイン・ヴォーカル：ヴィクトル・ツォイ）」追悼）音楽バー、肋骨レコード所蔵の私設西側音楽博物館（フルシチョフカ様式アパート一室） | 楽器に関する単語             | 曜日                                                 |                                |                                                        |
| 9  | サンクトペテルブルクを食べつくす     | カザン大聖堂近隣のジョージア料理レストラン | 食器の名前                   | 造格                                                 |                                | ジョージア料理(ヒンカリ、ハルショー、ハチャプリ)を食す |
| 10 | 国民詩人プーシキンを訪ねる           | 作家プーシキンの晩年生活アパート、ツァールスコエ・セロー貴族学校、妻の間男（フランス人士官ダンテス）との銃器決闘地、プーシキンの家博物館 | ロシア文学のタイトル         | 過去形                                               |                                |                                                        |
| 11 | ロシア・バレエの殿堂へ               | ワガノワ・バレエ学校博物館、マリインスキー劇場 | バレエの演目                 | 未来形                                               |                                | ロパートキナ（ロシア著名バレリーナ）へのインタビュー   |
| 12 | サンクトペテルブルクの旅を振り返って | ペドロパブロフスク要塞、ロシア正教会聖ペテロパウロ聖堂 | 復習クイズ(4問)              | これまでに習った表現(3択形式・3問)、外国語を学ぶコツ |                                | シーズン2総集編                                        |